# Johannes Quasten
Johannes Quasten (3 mai 1900–10 mars 1987) est un théologien catholique allemand, spécialiste de la patristique.

## Biographie
Johannes Quasten est né le 3 mai 1900 à Homberg, il a étudié la théologie catholique à l'université de Münster en Westphalie. En 1926, il est ordonné prêtre. En 1927, il obtient son diplôme d'études supérieures avec une thèse sur La Musique et le chant dans les cultes païens de l'antiquité et du début de l'ère chrétienne. Il poursuit ses études dans les années 1927-1929, à Rome, au Pontificio Istituto di Archeologia Cristianan tout en servant comme aumônier au Campo Santo Teutonico. Il reçoit une subvention de l'Association allemande des sciences de l'Institut archéologique allemand de Rome et participe avec la société Görres à des fouilles archéologiques. En 1931, il obtient le titre de professeur à Münster. 
Après des différends avec le régime nazi, il s'installe à Rome. Grâce à la médiation de Clemens August von Galen et à l'intervention du cardinal Pacelli (le futur pape Pie XII), il réussit à s'installer aux États-Unis d'Amérique en 1938, où il rejoint l'université catholique d'Amérique, dans laquelle il enseigne jusqu'à sa retraite en 1970. Il est alors nommé professeur honoraire de théologie catholique de l'université de Fribourg-en-Brisgau.

## Prix Johannes Quasten
L'université catholique d'Amérique, à Washington, décerne le prix Johannes Quasten.

## Prix et distinctions
- En 1948 il est conférencier invité à l'Institut Abt-Herwegen (abbaye de Maria Laach).
- En 1951 il devient membre du comité d'organisation de conférence d'études patristiques à l'université d'Oxford.
- En 1960 il reçoit le prix Cardinal-Spellman de la Catholic Theological Association of America pour son ouvrage Verdienste auf dem Gebiet der Theologie.
- En 1960 il prend part à la commission pontificale qui concerne la liturgie, pour la préparation du concile Vatican II, invité par le pape Jean XXIII.
- En 1960 il devient membre de l'Oxford Historical Society.
- En 1964 il est nommé Consultor Consilii ad exsequendam Constitutionem de sacra Liturgia par le pape Paul VI.